# Grauwe poon
De grauwe poon (Eutrigla gurnardus) is een straalvinnige vis uit de familie van de ponen (Triglidae) en behoort tot de orde van de schorpioenvisachtigen (Scorpaeniformes). De volwassen vis is gemiddeld 30 cm,maar kan maximaal 60 cm lang en 0,95 kg zwaar worden. De vis heeft twee rugvinnen, de eerste met zeven tot tien stekels, de tweede met achttien tot twintig vinstralen. De buikvin heeft zeventien tot twintig vinstralen.

## Leefomgeving
De grauwe poon komt in zeewater en brak water voor. De vis komt voor aan de Atlantische kusten van West-Europa en Noord-Afrika, de Noordzee, Oostzee, Middellandse Zee en Zwarte Zee. De grauwe poon is de meest voorkomend soort poon in de Noordzee en langs de kusten van de Lage Landen. De diepteverspreiding is 10 tot 300 m onder het wateroppervlak.

## Relatie tot de mens
De grauwe poon is voor de beroepsvisserij van ondergeschikt belang. Het is alleen bijvangst met een lage prijs per kilo. De grauwe poon komt niet voor op de Rode Lijst van de IUCN. Omdat er geen quota bestaan voor de visserij in de Noordzee wordt in de Goede Visgids ook deze poon beschouwd als 'Vermijden'.

## Voetnoot
1. 1 2  H.Nijssen & S.J. de Groot, 1987. De vissen van Nederland. KNNV uitgeverij Utrecht/Zeist
2. ↑  Goede Visgids Online